# Dolmen
Dolmen (tudi cromlech, anta, Hünengrab, Hunebed, quoit) je vrsta megalitske grobnice, po navadi sestavljen iz treh ali več pokonci štrlečih kamnov, podpirajočih večjo ploščato kamnito tablo. Večina jih izvira iz obdobja zgodnjega neolitika (4000 do 3000 pred našim štetjem). Dolmeni so bili navadno pokriti z zemljo ali manjšimi kamni v obliki gomile.

## Etimologija
Izraz »dolmen« izvira iz bretonske besede taol maen, v pomenu »kamnite mize«, ki ga je prvikrat uporabil za potrebe arheologije francoski častnik in raziskovalec Théophile Corret de la Tour d'Auvergne. 

## Nahajališča

### Evropa
Nahajališča megalitskih grobnic so bila do sedaj najdena od obal Baltika in Severnega morja do Pirenejskega polotoka.
Dolmeni se tako nahajajo na Irskem (Poulnabrone dolmen), v Walesu in Cornwallu. Več manjših primerov je bilo najdenih na otoku Jersey (La Hougue Bie). 
Več deset dolmenov se med ogrobno neolitsko zbirko Bretanjskega polotoka nahaja v okolici Carnaca, v bližini Saint-Benoît-du-Saulta.
V Španiji se dolmeni nahajajo v pokrajinah Galiciji (Axeitos), Kataloniji (Romanyà de la Selva, Creu d'en Cobertella) in Andaluziji (Cueva de Menga). Prav tako jih je lahko najti na Portugalskem (Anta Grande do Zambujeiro).
V nemškem Mecklenburgu in Pomeranju in nizozemskem
Drentheju je bilo večje število grobnic motenih ob izgradnji pristanišč.
V Italiji se dolmeni nahajajo v Apuliji in na Sardiniji.
V Bolgariji je bilo najdeno več dolmenov, z arheološkimi izkopavanji pa jih je na seznamu čedalje več. 
Največji odkriti dolmen do sedaj, Brownshill dolmen, se nahaja v okrožju Carlow na vzhodu Irske.

### Azija
Podobne grobnice so bile najdene tudi drugod po svetu. V Koreji se nahaja več azijskih dolmenov iz 1. tisočletja pred našim štetjem. Njihovo število 30.000 predstavlja približno 40% vseh dolmenov na svetu. 
Več dolmenov se nahaja v jugozahodni indijski pokrajini Kerali v bližini Marayoora. Na srednjem vzhodu jih je najti v Izraelu, Jordaniji in Siriji. Preko 3.000 dolmenov in ostalih struktur je bilo najdenih v Rusiji na goratem ozemlju severozahodne kavkaške regije.

## Ostale fotografije
- Ganghwa, Južna Koreja
- reka Jane, Rusija
- reka Pshada, Rusija
- Knocknakilla dolmen, Irska
- Grobnica Wedge, Glantane East, Irska
- Dolmen de Axeitos, Galicija, Španija
- Chûn quoit, Penwith, Cornwall, Združeno kraljestvo
- Hunebed, Noordlaren, Nizozemska
- Poulnabrone dolmen, Irska
- Cova d'Endaina, Romanya de la Selva, Katalonija, Španija
- Legananny, Irska
- La Hougue Bie, Jersey